# Droga krajowa D425 (Chorwacja)
Droga krajowa D425 (chorw. Državna cesta D425) – droga krajowa na terenie Chorwacji. W całości przebiega przez żupanię dubrownicko-neretwiańską, tworząc przedłużenie autostrady A1 w stronę miasta Ploče.
Trasa pierwotnie miała wchodzić w skład autostrady A10. Plany te uległy modfyikacji po opracowaniu dokumentów dotyczących rozbudowy A1.
Arterię oddawano do użytku etapami:
- 20 grudnia 2013 roku – wraz z odcinkiem A1 Vrgorac – Ploče[3],
- 14 listopada 2017 roku – od węzła z D8 do skrzyżowania z D413 koło portu[4].

## Trasy europejskie
D425 jest częścią trasy europejskiej E65 od punktu poboru opłat Karamatići do węzła Čeveljuša z drogą D8.